# Case IH

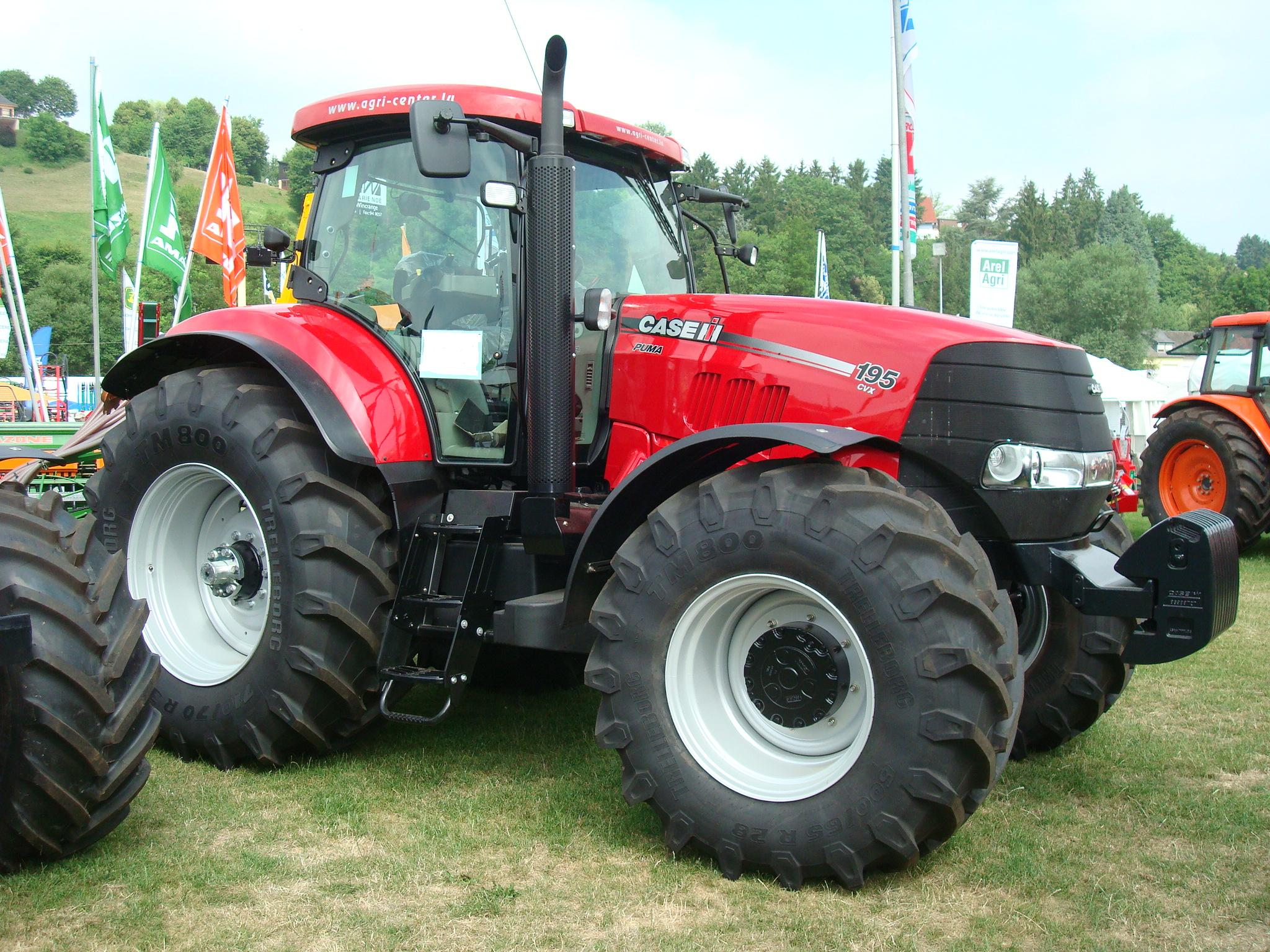
Ciągnik Case IH Puma CVX 195

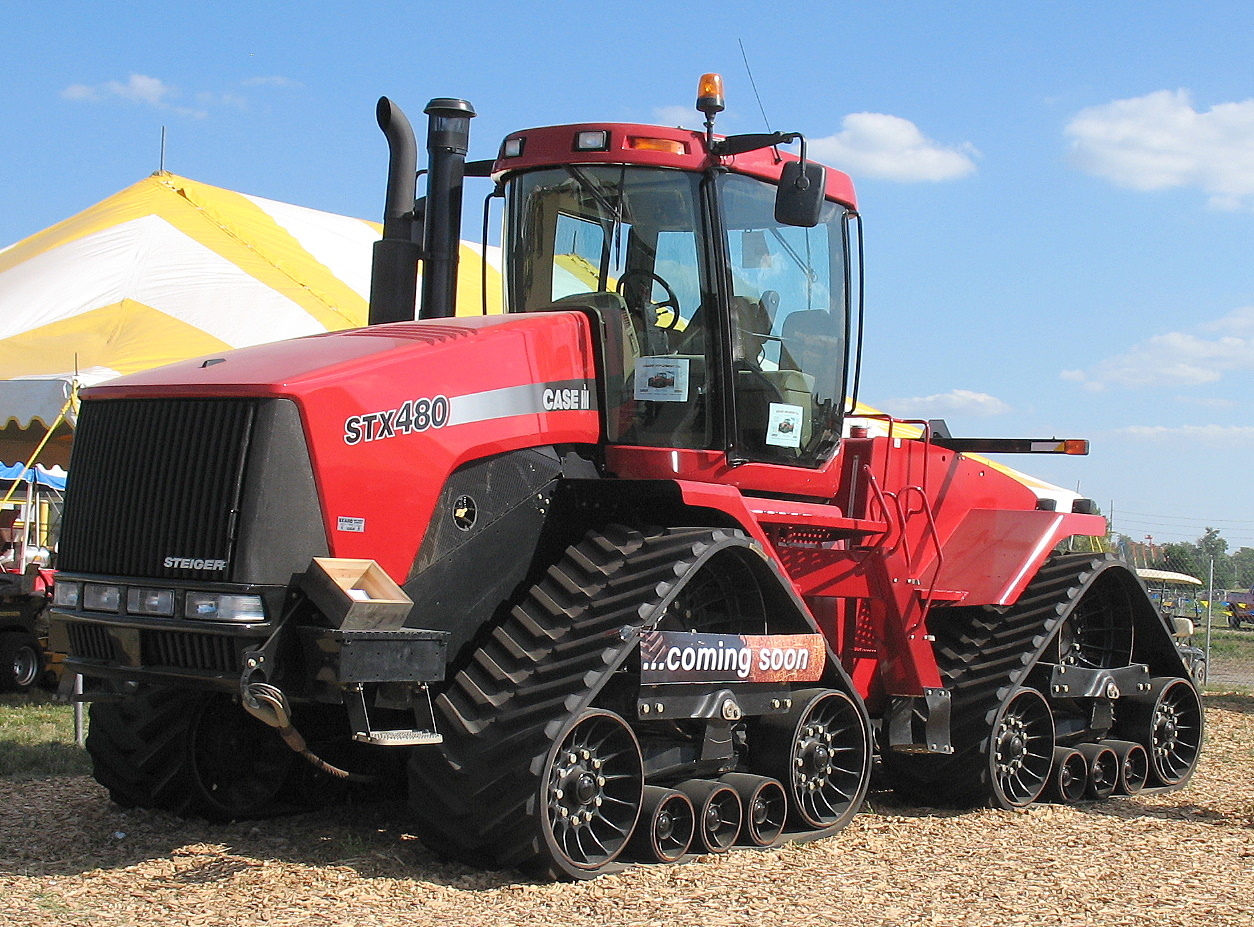
Ciągnik gąsienicowy Case IH Steiger STX480

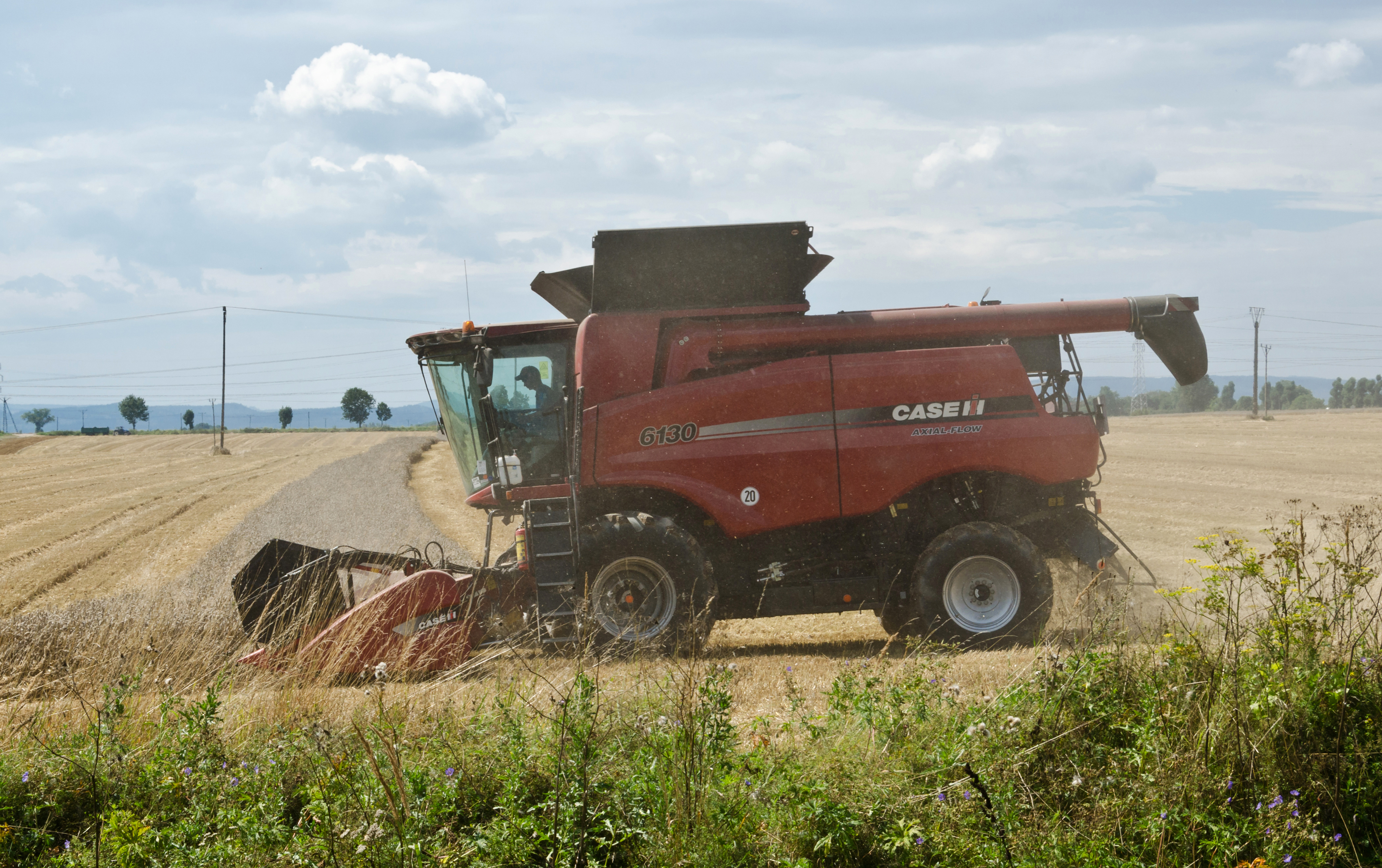
Kombajn zbożowy Case IH 6130

Case IH – amerykańskie przedsiębiorstwo, jeden z największych na świecie producentów maszyn rolniczych, z siedzibą w Racine. Ma sieć ponad 4000 dealerów i dystrybutorów, która działa w ponad 160 krajach. Case IH jest własnością firmy CNH Industrial.

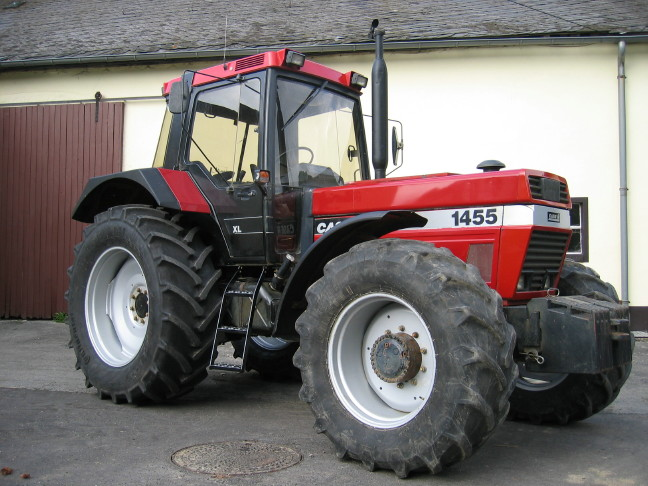
Ciągnik rolniczy Case IH 1455XL

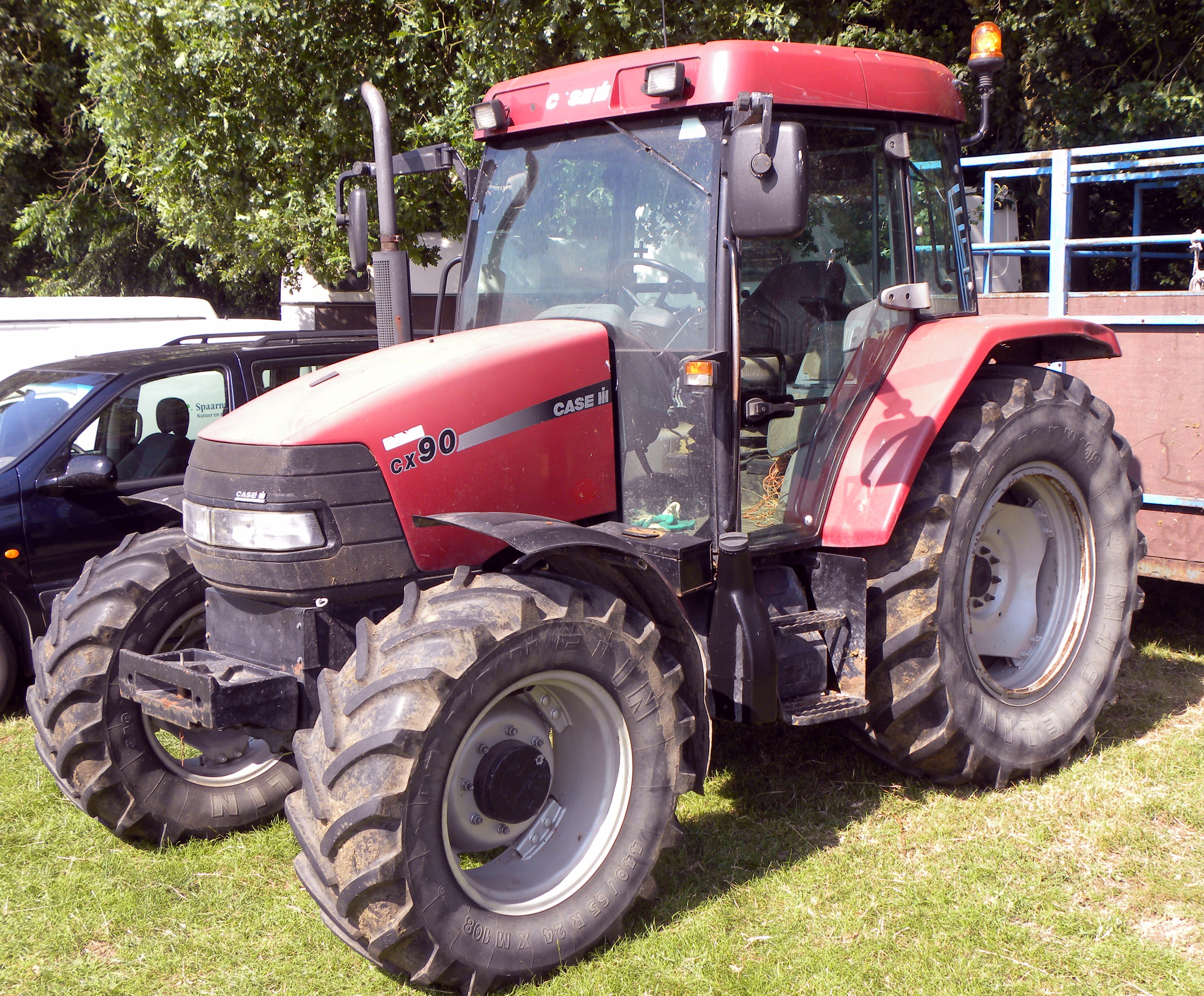
Ciągnik rolniczy Case IH CX 90

Case IH oferuje sprzęt rolniczy, usługi finansowe, jak również części oraz wsparcie serwisowe dla rolników i przedsiębiorców handlowych poprzez sieć dealerów i dystrybutorów.
Czołowymi produktami przedsiębiorstwa są ciągniki rolnicze; kombajny zbożowe; maszyny do produkcji siana i pasz; maszyny uprawowe; systemy siewne i sadzarki; opryskiwacze i aplikatory; oraz specyficzne narzędzia rolnicze. Case IH jest laureatem wielu nagród AE50 z Amerykańskiego Towarzystwa Inżynierów Rolnictwa i Biologii ASABE.
Najbardziej znanymi produktami Case IH są kombajny Axial-Flow, ciągniki rolnicze Magnum, Steiger i Farmall.

## Historia
- 1842 – założenie firmy przez Jerome Increase Case, który zdobył uznanie jako pierwszy konstruktor silnika parowego do użytku rolniczego[1]
- 1913 – powstanie fabryki Case Tractor Works niedaleko Racine
- 1967 – Tenneco kupuje J.I. Case, kontynuując znakowanie produktów marką Case.
- 1972 – brytyjski producent ciągników rolniczych David Brown Tractors Ltd zostaje zakupiony przez Tenneco Inc z Houston, Texas, i dołączone do spółki zależnej JI Case z Racine, Texas.

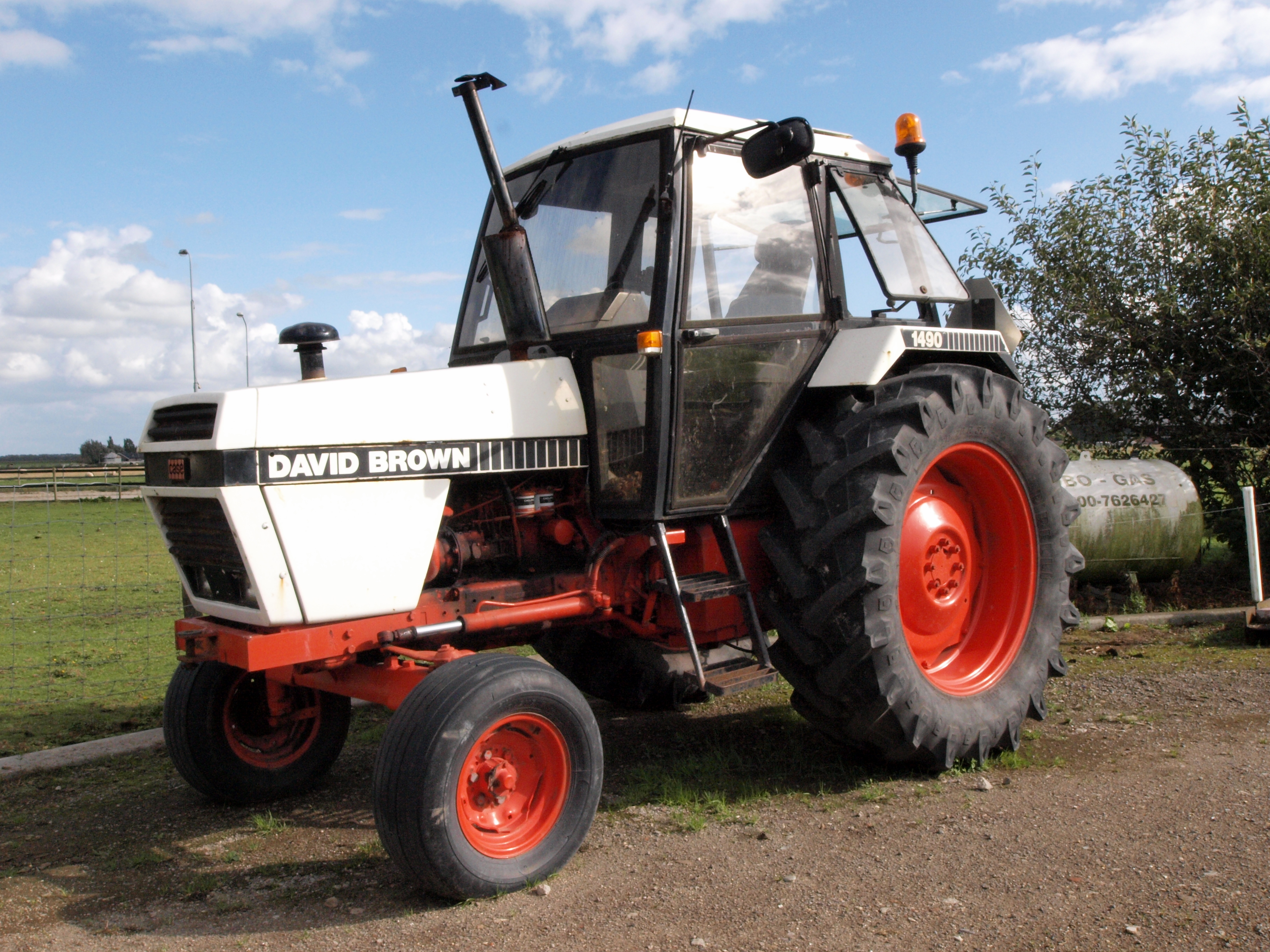
Ciągnik Case David Brown 1490

- 1985 – Tenneco Case przejmuje kontrolę nad International Harvester(inne języki) oraz zmienia swoją nazwę na CASE INTERNATIONAL[2]

W 1985 roku trafia do produkcji CASE International serii 85 zastępujący International serii 84.
- 1987 – stworzenie pierwszego prototypu ciągnika MAXXUM – którego projekt zapoczątkowany przez zespół projektowy David Brown w 1981 r. nosił uprzednio nazwę P100[3]
- 1988 – rozpoczęcie produkcji nowych silników NCE (New Case Engine) jako przyszłego źródła napędu dla nowej rodziny ciągników
- 11 marca 1988 – został wyprodukowany ostatni ciągnik w fabryce David Brown w Meltham – model Case International 1594[4]
- 1989 – montaż rodziny A przeniesiony z Neuss do Doncaster
- 1990 – rozpoczęcie produkcji serii MAXXUM, którą stanowiły modele 5120, 5130, 5140 (modelu 5110 wyprodukowano tylko 4 prototypy). Wyposażono je w przekładnie z 4 zsynchronizowanymi grupami i 4 biegami przełączanymi pod obciążeniem oraz rewersem elektrohydraulicznym produkowanymi we francuskiej fabryce IH w Saint-Dizier
- 1991 – 10000 ciągnik z serii MAXXUM zjechał z linii produkcyjnej w Neuss. Do produkcji trafia CASE International serii 95 zastępujący serię 85, z modelami 395,495,595,695, 895 oraz 995.
- 1992 – wprowadzenie do produkcji modelu 5150
- 1994 – wyprodukowanie 50000 MAXXUM-a uczczono wersją specjalną 50,000th limited edition. Do produkcji trafia Case IH serii 3200/4200 zastępując serię 95.
- 1996 – nabycie udziałów w Steyr Landmaschinentechnik GmbH z siedzibą w St. Valentin, Austria
- 20 grudnia 1996 – wyprodukowanie ostatniego ciągnika IHC modelu 1455XL
- 1997 – przejęcie Fortschritt Landmaschinen GmbH (dawny VEB Kombinat Fortschritt Landmaschinen do 1990), MDW Mähdrescherwerke GmbH (dawny Fortschritt Mähdrescherwerk Bischofswerda/Singwitz) oraz niektórych aktywów Mengele Karl Mengele & Söhne Maschinenfabriken GmbH oraz założenie CASE Harvesting Systems GmbH z siedzibą w Neustadt/Sachsen. Dało to Case IH poszerzenie oferty tradycyjnych i rotorowych kombajnów oraz sieczkarni samojezdnych[5]. Produkcję kombajnów ulokowano w fabryce w Neustadt gdzie produkowano kombajny Case E 521, 525 a 527 oraz serię CF (Cross-Flow)[6]. Zakup Gem Sprayers Limited czołowego producenta opryskiwaczy rolniczych w Wielkiej Brytanii.
- 27 czerwca 1997 – ostatni ciągnik wyprodukowany w Neuss Maxxum 5150 Pro zjechał z linii montażowej, fabryka w Neuss została zamknięta po wyprodukowaniu 606.925 ciągników, 1.6 miliona silników i 1.8 miliona maszyn rolniczych
- 1997 – przetransferowanie linii produkcyjnej serii Maxxum do Doncaster oraz rozpoczęcie produkcji nowej serii MX-następcy Maxxum 5100. W tej fabryce rozpoczęto również produkcję nowej serii Case IH C i CX, który zastąpił serię 3200 i 4200[7]. Model ten został wyposażone w nowe silniki Perkins 3-cylindrowe 903.27 i 4-cylindrowe 1004.40T, spełniające normy emisji spalin EPA.
- 1998 – rozpoczęcie produkcji serii MX-C Maxxum wykorzystującej silniki Perkins z serii CX oraz przekładnie serii Maxxum 5100
- 1999 – Case IH został zakupiony przez Fiata i wspólnie z New Holland utworzył CNH Global[8]. Sprzedaż licencji na kombajny Case 525 i CF80 białoruskiemu Lidagroprommash[9]
- 2000 – zburzenie fabryki w Neuss, zamknięcie fabryki kombajnów w Neustadt[potrzebny przypis], sprzedanie fabryki w Doncaster wraz z prawami do produkcji ciągników serii C, CX, MXC, MX Maxxum i marki McCormick włoskiej grupie Argo[10].
- 2001 – fabryka w Neustadt rozpoczęła montaż kombajnów zbożowych New Holland TX jako Case IH CT[11].
- 2002 – zaprezentowanie nowych serii ciągników Case IH produkowanych w ramach koncernu CNH: JX Maxxima (New Holland TD), JXU Maxxima (New Holland TL), MXM Maxxum (New Holland TM), MX Magnum[12][13]
- 2004 – zamknięcie fabryki w Neustadt
- 2007 – wprowadzenie przez Case IH całkowicie nowej serii ciągników o nazwie Puma.
- 2016 – wprowadzenie nowej serii ciągników Case IH o nazwie Luxxum. Pierwotnie dostępne trzy modele 110 /120 /130[14][niewiarygodne źródło?].